# Hifalozaur
Hifalozaur (Hyphalosaurus) – rodzaj wymarłego gada z rzędu Choristodera, należący do rodziny  Hyphalosauridae.
Żył we wczesnej kredzie (126–123 mln lat temu) na terenach obecnej wschodniej Azji. Jego skamieniałości odkryto w Chinach (prowincja Liaoning, okolice miasta Lingyuan) i środkowej Japonii.
Gatunek typowy rodzaju został opisany w styczniu 1999 roku równolegle przez Li Jianjuna i współpracowników z Muzeum Historii Naturalnej w Pekinie (nazwany przez nich Sinohydrosaurus lingyuanensis) oraz przez Gao Keqina i innych z Instytutu Paleontologii Kręgowców i Paleoantropologii w Pekinie (jako Hyphalosaurus lingyuanensis). Holotypem obu tych gatunków jest jednak ten sam szkielet, w związku z czym są one synonimiczne. W 2001 roku jako obowiązującą nazwę rodzajową wybrano Hyphalosaurus. W 2004 roku opisano drugi gatunek, H. baitaigouensis, różniący się od typowego przede wszystkim inną liczbą kręgów szyjnych, wynoszącą 24, podczas gdy u H. lingyuanensis – 19.
Znane są tysiące osobników Hyphalosaurus. Długość ciała największych z nich wynosiła ok. 1,1 m. Hifalozaur był zwierzęciem przystosowanym do wodnego trybu życia. Budową ciała przypominał plezjozaury i notozaury – podobieństwo to było jednak wynikiem konwergencji i nie odzwierciedlało pokrewieństwa; hifalozaur należał do grupy Choristodera, być może był blisko spokrewniony z Monjurosuchidae. Hyphalosaurus był prawdopodobnie zwierzęciem żyworodnym; przed narodzinami młode rozwijały się w jajach o miękkich skorupkach w ciele matki.
W 2007 roku opisano szczątki dwugłowego hifalozaura. Anomalia ta była spowodowana rozszczepieniem kręgosłupa. Jest to najstarszy znany nauce przykład wielogłowego zwierzęcia.

## Galeria

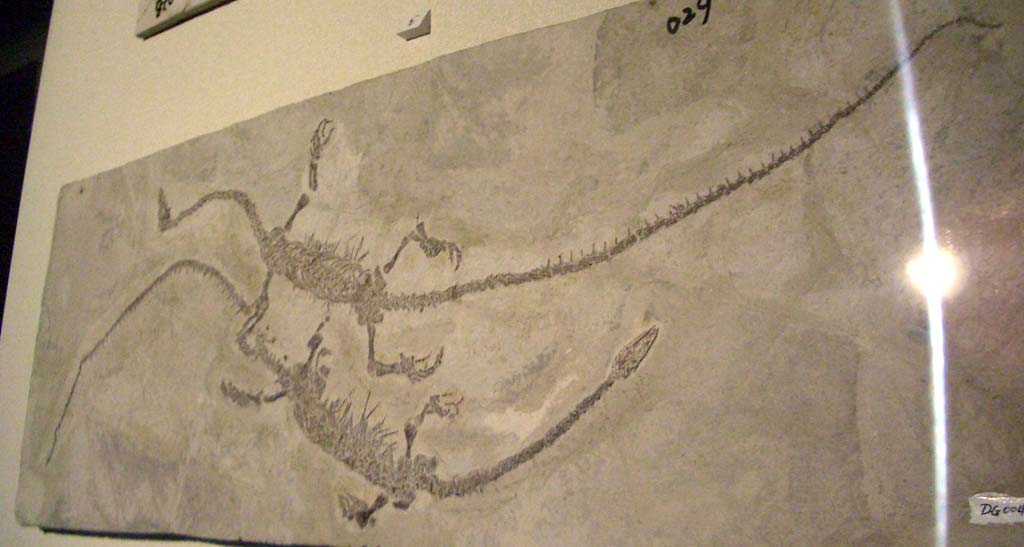
Skamieniałość hifalozaura (Hong Kong Science Museum)
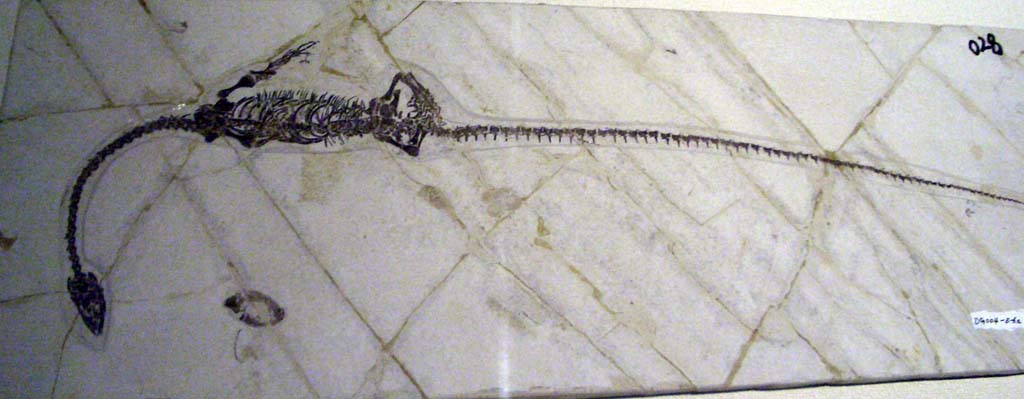
Skamieniałość hifalozaura (Hong Kong Science Museum)
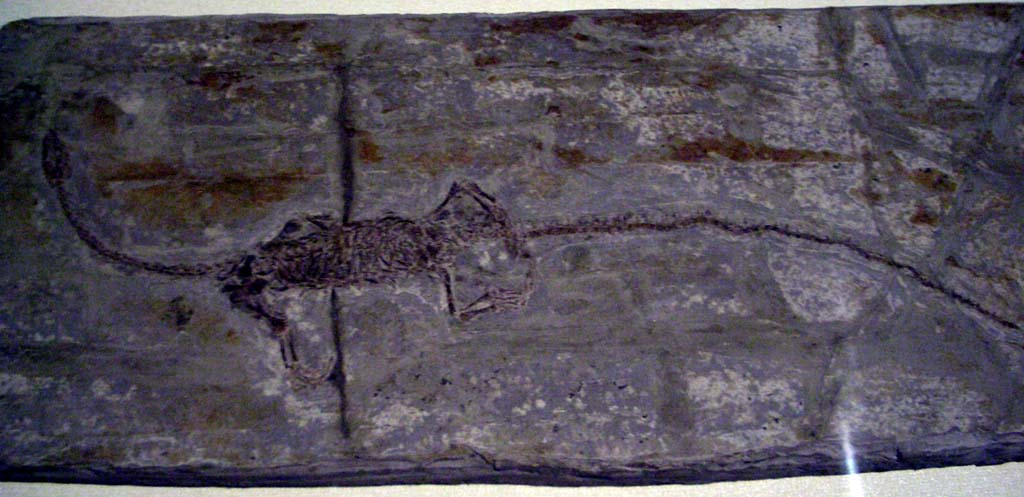
Skamieniałość hifalozaura (Hong Kong Science Museum)
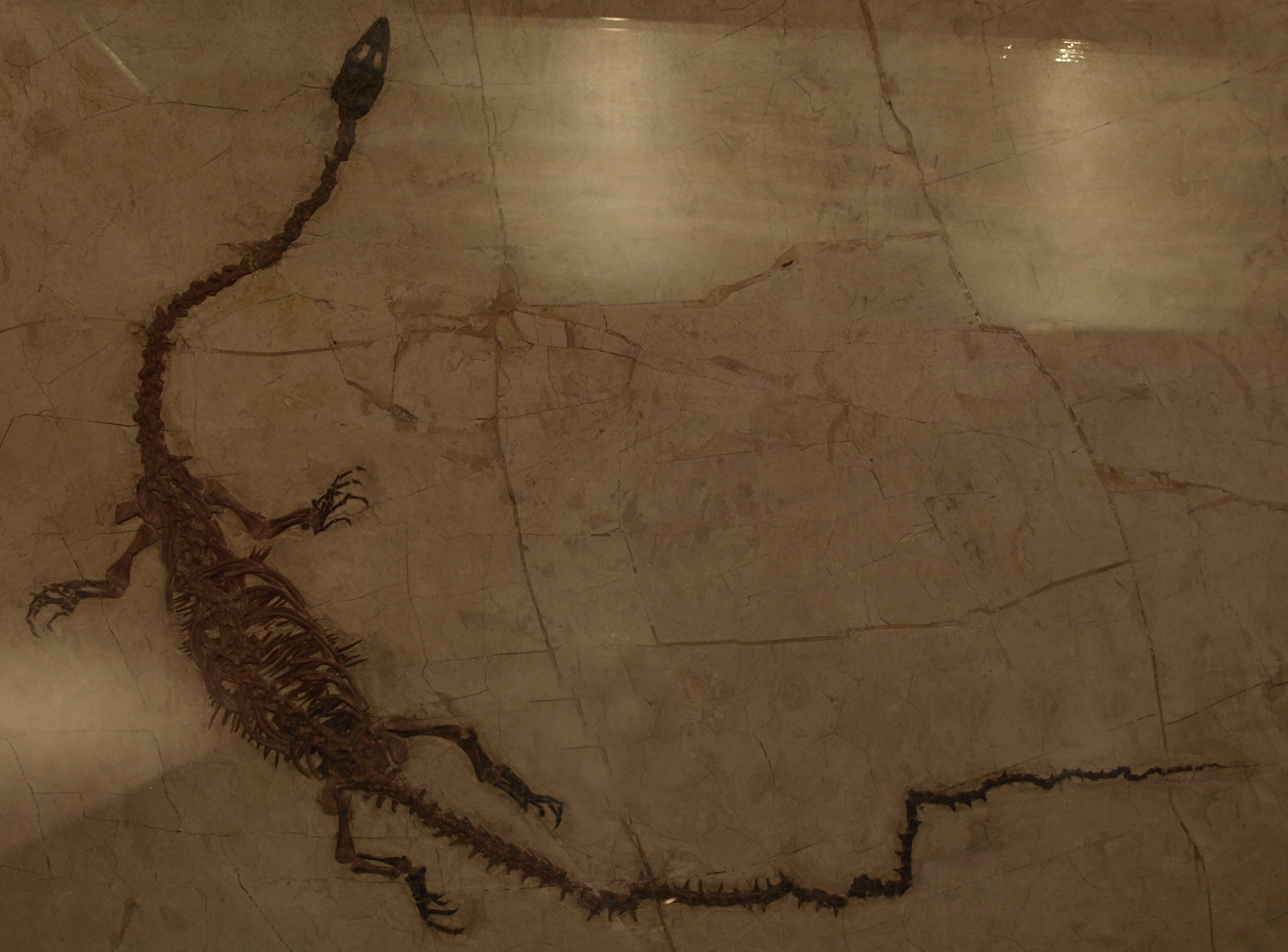
Skamieniałość hifalozaura (Chińskie Muzeum Paleozoologiczne w Pekinie)